# Wangpuïta
La wangpuïta és un mineral de la classe dels sulfats.

## Característiques
La wangpuïta és un molibdat de fórmula química K₃(PO₄)(Mo₁₂O₃₆). Va ser aprovada com a espècie vàlida per l'Associació Mineralògica Internacional l'any 2023, i encara resta pendent de publicació. Cristal·litza en el sistema isomètric.
Les mostres que van servir per a determinar l'espècie, el que es coneix com a material tipus, es troben conservades al Museu Mineral de la Universitat d'Arizona, a Tucson (Arizona), amb el número de catàleg: 22726, i al projecte RRUFF, amb el número de mostra: r220030.

## Formació i jaciments
Va ser descoberta a la mina Freedom núm. 2, situada al districte miner de Marysvale, dins el comtat de Piute (Utah, Estats Units). Aquesta mina estatunidenca és l'únic indret de tot el planeta on ha estat descrita aquesta espècie mineral.